# Prästsjön (Umeå socken, Västerbotten, 708911-171335)
Prästsjön är en sjö i Umeå kommun i Västerbotten och ingår i Umeälvens huvudavrinningsområde. Den avvattnas av vattendraget Prästsjödiket som mynnar i Klockarbäcken, ett biflöde till Tvärån.

## Etymologi
Prästsjöns namn kan ha samisk bakgrund. På en karta från 1696 kallas den för Pesksiön, och förleden Pesk- kan komma från det samiska ordet biesske som betyder "smal landremsa mellan sjöar och vattendrag", eller bietseke som betyder något som är delat. På senare kartor skrivs sjöns namn som Pess sjön (1783), Pres sjön (1859) och Prestsjön (1867).